# 時調 (朝鮮)
时调，又称短歌、诗余、长短歌、三章:975，是续乡歌、长歌、景几体歌之后朝鲜半岛文学史上出现的一种具有民族代表性的诗歌形式，是朝鲜半岛文学史上存在时间最长的国语诗歌形式，并已发展成为至高丽末期以来国语诗歌的正统体裁。时调在朝鲜文学史的地位相当于中国诗歌中的近体诗地位。至今，仍有人进行时调的创作。:299-307:26
时调与歌辞并称为朝鲜半岛国语诗歌“双璧”:985。

## 历史
时调由何人在何时首创，已经无法可证。统一新罗时期，乡歌成为国风，上至君王、贵族，下至普通民众都创作乡歌。但随着朝鲜语的变化和汉语在上层文人中的兴起，乡歌变得不适和时代要求。高丽时期出现了比乡歌更为自由的长歌。但高丽文人需要表达比民歌更加儒家思想的观念，于是出现了尝试将国语诗歌和汉诗相结合的景几体歌。但景几体歌大量使用汉字，形式过于呆板，而且太长，因此也不能满足要求。在景几体歌的影响下，高丽文人创作出了“作诗能唱”的灵活形式“时调”:299-300:143-144。 
时调最原始、最基本的形态是“平时调”或“短型时调”。平时调精炼、规范，是受汉文律诗熏陶的士大夫文人所热衷的时调形式。朝鲜王朝后半期，随着朝鲜社会经济的发展平时调开始不能满足社会的需求。“辞说时调”（长型时调）和“於时调”（中型时调）开始流行。辞说时调是平时调的一个变形。与平时调相比，辞说时调虽然仍保持着三章的结构，终章开头也以三个音节组成，但句子数目要多。平时调一般每章都是两句，而辞说时调则至少有两章的句数超过两句，中章较长，对话形式较多，在抒发情感方面比平时调更为自由。於时调是平时调的另一种变异形式，在初章或中章中添加一个句子，而终章保持不变。与平时调相比，於时调变异程度较小，作品数量也很少。:580-582:255:26}:975-976

## 结构
时调由三行组成，分别叫作初章、中章和终章，起到“起”、“承”、“结”的作用。每章有四个音步，每个音步由三到五个音节组成。终章第一个音步必须由三个音节构成，第二个音步是全篇最长的音步，必须由五个音节构成。终章开头有时也会带有感叹词或语气词:300:143。

## 时调集
主要的时调集包括《青丘永言》、《海东歌谣》和《歌曲源流》，这三本古籍也被称为朝鲜王朝的三大歌谣集。其它的时调集还包括《古今歌曲》、《东歌选》、《南薰太平歌》、《瓶窝歌曲集》、《客乐谱》等:976:309。
《青丘永言》是1728年“敬亭山歌坛”的金天泽编纂的朝鲜文学史上首部综合性国语诗歌集，收集了自高丽末期以来350年的时调作品，是当时朝鲜规模最大的诗歌集。《青丘永言》收集有998首时调作品。此外还收集了《将进酒》、《相思曲》、《春眠曲》等17首歌辞。《海东歌谣》由“敬亭山歌坛”的另一位代表人物金寿长在1763年编纂出版，收录有883首时调。其中有作者名字的568首，无名氏的315首。《歌曲源流》是1876年朴孝宽及其门生安攻英合编了时调集，收集有800余首作品。由于该书出版于一个世纪后，因此收集了许多前两者所没能收集的作品。《古今歌曲》由松桂烟月翁编撰，收集有294首长短时调，11篇歌辞。无名氏的《东歌选》收录有235首作品。:976:309